# Gündoğmuş
Gündoğmuş là một huyện thuộc tỉnh Antalya, Thổ Nhĩ Kỳ. Huyện có diện tích 1343 km² và dân số thời điểm năm 2007 là 9446 người, mật độ 7 người/km².